# Амурский сиг
Аму́рский сиг, или уссури́йский сиг (лат. Coregonus ussuriensis) — вид пресноводных рыб из рода сигов.
Ареал включает среднее и нижнее течение Амура, Амурский лиман, Татарский пролив и южную часть Охотского моря. На Сахалине амурский сиг отмечен в лагунах северо-западного и северо-восточного побережий, а также в лагунных озёрах Айнское и Сладкое. В Амуре он встречается ниже Благовещенска, в реке Зее и Сунгари, известен в реке Уссури и озере Ханка.

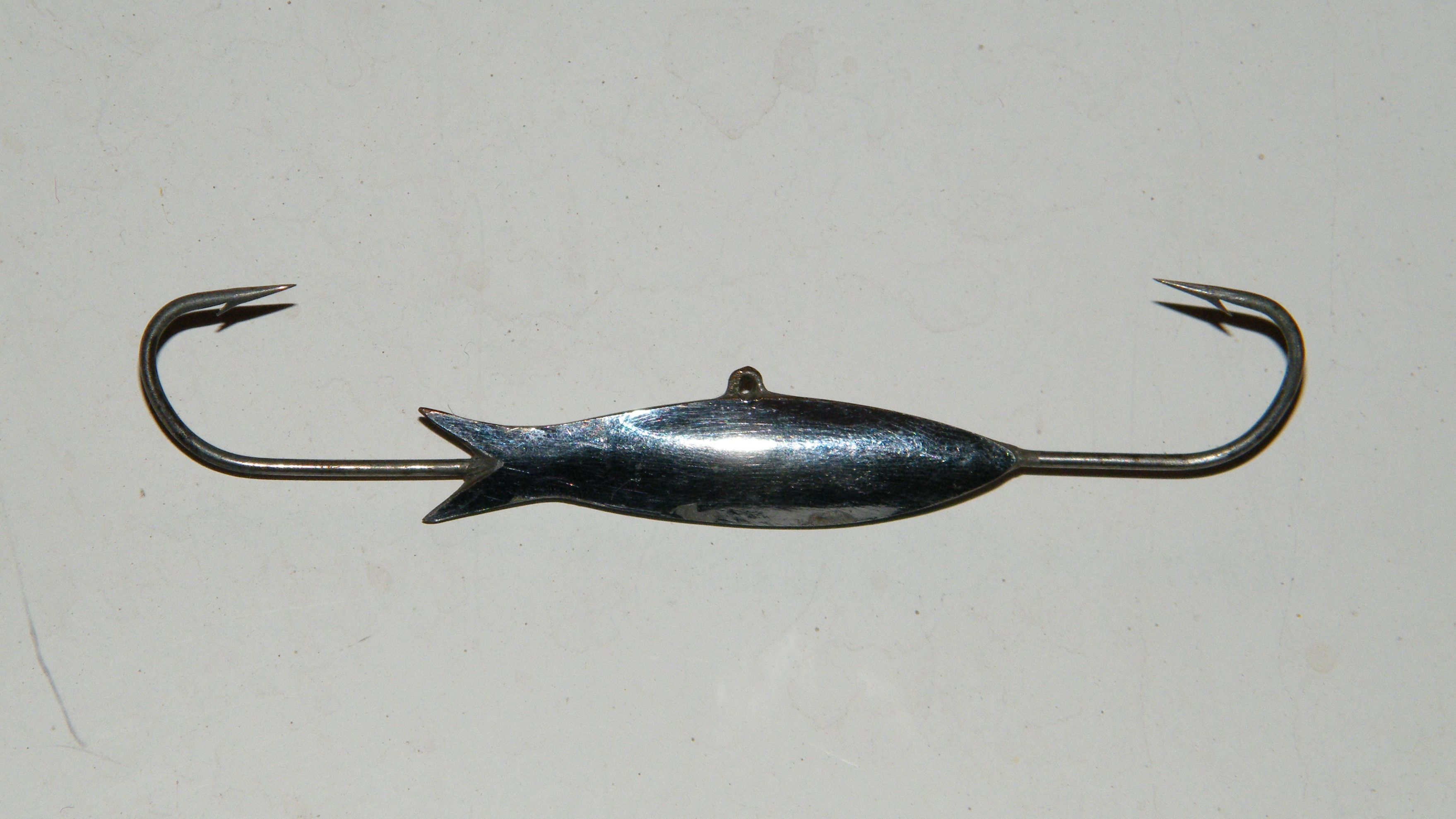
Блесна-сиго́вка, на которую ловят амурского сига.

Размер достигает до 60 сантиметров (максимум), максимальная масса более двух килограмм. Продолжительность жизни 10—11 лет. Половозрелой становится на пятом — 8-м году жизни. Размножается осенью. Молодь данного вида до трёх лет питается зоопланктоном и мелкими формами бентоса, взрослые особи переходят на питание рыбой. Выдерживает значительную солёность. Ценная промысловая рыба. Употребляется в пищу данная рыба, как правило, солёной и копчёной.
На окончание XIX столетия, на Руси (в России), употребляемая для зимней ловли сигов из прорубей блесна называлась Сигушка.